# Amitoza
Amitoza (gr. a- ‘nie’ + mítos ‘nić’, ‘tkanka’) – rzadko występujący bezpośredni podział jądra komórkowego przez przewężenie i utworzenie dwóch części, zawierających niejednakową, przypadkowo rozdzieloną ilość chromatyny. W podziale tym chromosomy są niewidoczne i wrzeciono podziałowe się nie wykształca, a cytoplazma nie ulega podziałowi, co prowadzi do powstania komórki dwujądrowej.
Niepatologicznie podział ten występuje w makronukleusie u orzęsków (Cilliata), który ma zwielokrotnioną liczbę kopii garnituru chromosomowego (poliploidia), minimalizując tym samym prawdopodobieństwo zagubienia chromosomu podczas podziału.
Terminem „amitoza” określany bywa też podział komórki prokariotycznej.